# Клад с Корву
Клад с Корву — клад древних монет, предположительно обнаруженный в 1749 году на одном из Азорских островов и позже утраченный. Сохранившееся описание клада рассматривается частью исследователей как доказательство открытия карфагенянами этого архипелага в IV—III веках до н. э., а также используется в псевдоисторических теориях о контактах с Америкой в Древнем мире.

## Обстоятельства нахождения
Азорские острова были колонизованы в середине XV века португальцами, которые нашли архипелаг необитаемым. Корву — самый маленький из Азорских островов, отстоящий от Пиренейского полуострова более чем на 1800 км. В 1778 году шведский учёный Юхан Подолин опубликовал в журнале «Гётеборгский научный и литературный коллекционер» (швед. Göteborgscke Wetenskap og Witterhets Samlingar) статью под заголовком «Некоторые замечания о мореплавании древних, основанные на исследовании карфагенских и киренских монет, найденных в 1749 году на одном из Азорских островов», в которой сообщал следующее. В ноябре 1749 года после нескольких дней шторма волны размыли часть фундамента одного полуразрушенного каменного строения, стоявшего на берегу острова Корву. При этом был обнаружен глиняный сосуд, в котором оказалось множество монет. Вместе с сосудом их принесли в монастырь, где раздали собравшимся любопытным жителям острова. Часть этих монет была отправлена в Лиссабон, а оттуда позднее попала к известному нумизмату патеру Энрике Флоресу в Мадрид, где их и видел и получил в подарок Подолин в 1761 году. Дальнейшая судьба монет не прослеживается, возможно, они осели в одной из шведских коллекций.

## Состав клада
Согласно описанию Подолина, общее количество монет, обнаруженных в сосуде, а также сколько из них было послано в Лиссабон, неизвестно. В Мадрид попало 9 штук, а именно: 2 карфагенские золотые монеты, 5 карфагенских медных монет и 2 киренские медные монеты; в труде Подолина приводятся прорисовки их аверса и реверса. Флорес сообщил ему, что вся находка состояла из этих же видов монет и что эти девять были отобраны как лучше всего сохранившиеся. Подолин отмечает, что такие монеты не являются особо редкими, за исключением двух золотых. По заключению известного мюнхенского нумизмата Бернхардта, которое приводит Р. Хенниг, все монеты относятся к очень короткому периоду — 330—320 годам до н. э.
Н. Н. Непомнящий уточняет на основе более поздних данных французских учёных, что из девяти монет первая и вторая (золотые) относятся к периоду 350—320 годов до н. э., третья — к 264—241 годам до н. э., четвёртая и пятая изготовлены в карфагенской мастерской на Сардинии в 300—264 годах до н. э., шестая отчеканена в 221—210 годах до н. э., седьмая — вероятно, в конце IV — начале III века до н. э. в карфагенской мастерской на Сицилии, восьмая (киренская) датируется началом III века до н. э., девятая — тем же периодом, но место изготовления её неизвестно. Таким образом, клад необходимо датировать самое раннее концом III века до н. э.

## Гипотезы и оценки
Подолин полагал, что монеты попали на остров с карфагенскими кораблями, которые могли прибыть туда как преднамеренно, так и быть отнесёнными бурей. Он также приводил свидетельство историка XVII века о том, что португальские мореплаватели обнаружили на Корву конную статую, указывающую правой рукой на запад, постамент которой был испещрён неизвестными буквами. Это наводит на мысль о существовании карфагенской (или финикийской) колонии на острове, хотя в литературных памятниках древности нельзя найти никаких серьёзных оснований для таких утверждений. Высказывается только предположение, что широко распространённые в Античности и Средневековье предания об «островах блаженных» есть не что иное, как отголосок путешествий карфагенян на запад, к Азорским островам.
Гипотеза Подолина получила неоднозначные оценки учёных. А. фон Гумбольдт не сомневался в самом факте находки монет, но предполагал, что они были завезены на остров норманнами или арабами в Средние века. Эту точку зрения разделял и К. Мальт-Брюн. Однако, во-первых, нет никаких доказательств посещения Азорских островов норманнскими и арабскими мореплавателями, а во-вторых, крайне сомнительно, чтобы в эту эпоху карфагенские и древнегреческие монеты служили средством обмена. Ж. Мес, А. Шультен и Э. ду Канту считали сообщение Подолина явным вымыслом ввиду отсутствия каких бы то ни было поддающихся проверке фактов. К. Кречмер, признавая добросовестность Подолина и Флореса, полагал, что они были введены в заблуждение другими лицами, которые хотели придумать убедительную легенду попавшим к ним криминальным путём монетам. Это предположение опровергается тем фактом, что только 2 из 9 монет были признаны ценными, а всю коллекцию Флорес подарил Подолину. Из современных историков гипотезу Подолина разделяет И. Ш. Шифман, который сопоставляет находку карфагенских монет с рассказом Псевдо-Аристотеля о поросшем лесом острове, лежащем на расстоянии многих дней пути за Столпами Геракла, на котором карфагеняне основали поселение, однако затем карфагенские власти запретили плавания туда.
Исключается версия о том, что сосуд с монетами попал на Корву вместе с остатками разрушенного и покинутого командой корабля. Морское течение проходит от Азорских островов прямо в воды около Гибралтарского пролива, по которым регулярно плавали карфагеняне. Следовательно, дрейф останков затонувшего судна против течения исключён. А вот предположение, что карфагенский корабль с экипажем могло отнести сильным штормом от испанского берега в океан, можно считать вполне вероятным. Хорошо известны многие аналогичные случаи: в области пассатов и экваториальных течений наблюдались дрейфы кораблей и на значительно бо́льшие расстояния. Так, в 1731 году к берегам Тринидада было отнесено небольшое судно с командой из 6 человек, перевозившее груз вина с Тенерифе на близлежащую Гомеру. Около 1760 года баржа с зерном, направлявшаяся с Лансароте на Тенерифе, была вынесена штормом в открытое море и спасена английским судном лишь на расстоянии двух дней пути от берегов Венесуэлы. В 1504 году бретонские рыбаки были якобы отнесены даже до берегов Канады.
В отличие от описания древних монет, упомянутые Подолином сообщения о конной статуе на Корву современная историческая наука считает недостоверными и основанными на античных легендах, откуда этот сюжет перекочевал в труды арабских географов и средневековую европейскую литературу. Многочисленные гипотезы о плаваниях карфагенян или финикийцев западнее Корву и достижении ими Америки признаются маргинальными и основанными на фальсификациях.